# Martin Ádám
Pour les articles homonymes, voir Adam (homonymie).
Martin Ádám, né le 6 novembre 1994 à Szeged, est un footballeur international hongrois, qui joue au poste d'attaquant au Paksi FC.

## Biographie

### En club
Martin Ádám commence le football au Bordány SK, le club le plus proche de son village de Forráskút. En 2008, il rejoint le Tisza Volán SC. Après un match des moins de 15 ans contre le Vasas SC dans lequel il marque un but, il est recruté par le club en 2009.
Il dispute son premier match en professionnel le 7 octobre 2012 face à l'équipe réserve de l'Újpest FC en deuxième division hongroise. À l'été 2016, il prolonge son contrat jusqu'en 2019. Le 29 juin 2017, Ádám dispute son premier match européen face au Beitar Jérusalem au premier tour de qualification à la Ligue Europa.
En janvier 2019, après la résiliation de son contrat avec Vasas, il rejoint le Kaposvári Rákóczi FC pour deux ans et demi.
Le 10 juillet 2020, après la relégation du Kaposvári Rákóczi en deuxième division, il rallie le Paksi FC. Lors de la saison 2021-2022, Martin Ádám est le meilleur buteur du championnat de Hongrie avec 31 réalisations en 32 rencontres, avec notamment au moins un but inscrit face à chaque équipe du championnat.
Le 11 juillet 2022, il rejoint le club sud-coréen de l'Ulsan Hyundai. Ádám et ses coéquipiers sont sacrés champions de Corée du Sud en 2022 et 2023.

### En sélection
Le 24 mars 2022, Martin Ádám honore sa première sélection en équipe de Hongrie face à la Serbie en match amical.
Il marque son premier but international le 23 mars 2023 face à l'Estonie, toujours en match amical. Quatre jours plus tard, il marque son premier but en match officiel, contre la Bulgarie dans le cadre des qualifications à l'Euro 2024.
Le 16 novembre 2023, il marque son troisième but en sélection lors du match retour face à la Bulgarie, dont le résultat officialise la qualification des Hongrois pour l'Euro.
En mai 2024, il est convoqué par Marco Rossi pour participer à l'Euro 2024.

## Palmarès

### En club
- Vasas SC
  - Vainqueur du Championnat de Hongrie de deuxième division en 2015

- Ulsan HD
  - Vainqueur du Championnat de Corée du Sud en 2022 et 2023

### Distinctions individuelles
- Meilleur buteur du Championnat de Hongrie en 2022 (31 buts, avec le Vasas SC)